# Елизарова, Зинаида Ивановна
Зинаида Ивановна Елизарова (1911 — 1983) — советский работник сельского хозяйства, звеньевая совхоза, Герой Социалистического Труда.

## Биография
Сведений о месте рождения нет.
На момент награждения работала звеньевой 2-го отделения зернового совхоза имени Вильямса Министерства совхозов СССР, Кагальницкий район Ростовской области.

## Награды
- Указом Президиума Верховного Совета СССР от 5 марта 1949 года Зинаиде Ивановне Елизаровой было присвоено звание Героя Социалистического Труда с вручением ордена Ленина и золотой медали «Серп и молот».
- Также награждена медалями.